# مرمى ملعب كرة قدم

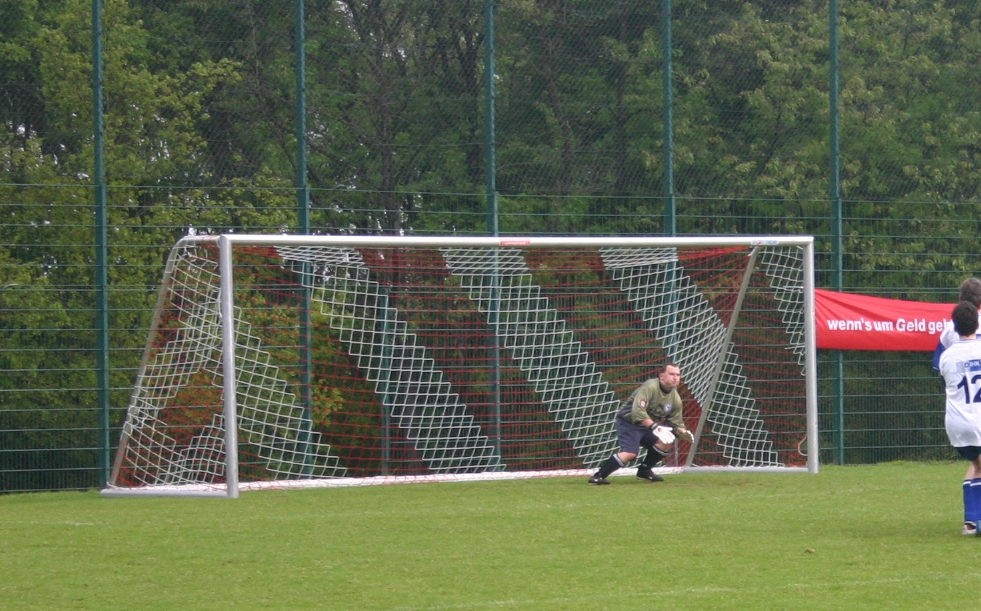
صورة للمرمي في أحد الملاعب

المرمى حسب القانون العاشر من قوانين لعبة كرة القدم يوضع في وسط خط المرمى. يتكون من قائمين عموديين كل منهما يبلغ طولها (2.44 متر) وعارضة أفقية يبلغ طولها (7.32 متر). توضع عادة الشباك خلف المرمى، على الرغم من أن هذا لم يكن مطلوبًا في القوانين. يجب أن تكون العارضة و القوائم بيضاء ومصنوعة من الخشب أو معدن أو أي ما يوافق تلك المواد.
الهدف يسجل عندما تتخطى الكرة بكامل محيطها خط المرمى بين القائمين والعارضة الأفقية.